# Helicteres jamaicensis
Helicteres jamaicensis är en malvaväxtart som beskrevs av Nikolaus Joseph von Jacquin. Helicteres jamaicensis ingår i släktet Helicteres och familjen malvaväxter. Inga underarter finns listade i Catalogue of Life.